# Risky Kidd
Risky Kidd, eller Riskykidd, (født 17. juni 1994 in London) er en græsk rapper, der repræsenterede Grækenland ved Eurovision Song Contest 2014 sammen med danceduoen Freaky Fortune. De fremførte sammen nummeret "Rise Up", der gik videre fra den anden semifinale den 8. maj og nåede en 20. plads ved finalen to dage senere.